# Danses Concertantes
De Danses Concertantes (W73) is een compositie voor kamerorkest van Igor Stravinsky, gecomponeerd in 1942 te Hollywood. Het werk werd gecomponeerd in opdracht van het Werner Jansen Orchestra of Los Angeles en ging in het jaar van componeren te Los Angeles in première o.l.v. de componist.
De Danses Concertantes bestaan uit de volgende delen:
- Marche – Introduction
- Pas d'Action Con moto
- Thème varié Lento

Variation I Allegretto
Variation II Scherzando
Variation III  Andantino
Variationn IV (Coda) Tempo giusto
- Pas de Deux Risoluto

Andante sostenuto
- Marche – Conclusion

Hoewel het werk voor concertuitvoering is bestemd, heeft Stravinsky het toch in de vorm van een (abstract) ballet gegoten. Stravinsky had echter geen choreografie in gedachte. Maar al in 1944 werd het werk als ballet opgevoerd in New York door de Ballets Russes in een choreografie van George Balanchine. 
Het 'Amerikaanse' of zelfs 'Broadway' karakter en het thema van de variatie dat aan Copland zou doen denken is een onbewuste invloed, zo verklaarde Stravinsky.

## Oeuvre
Zie het Oeuvre van Igor Stravinsky voor een volledig overzicht van het werk van Stravinsky.

## Geselecteerde discografie
- Danses Concertantes, Columbia Chamber Orchestra o.l.v. Robert Craft  (verschenen in de 'Igor Stravinsky Edition' in het deel 'Robert Craft conducts under the Supervision of Igor Stravinsky', Sony Classcial SMK 46 302)
- Danses Concertantes, Sinfonietta de Montréal o.l.v. Charles Dutoit (Stravinsky Chamber Works & Rarities, Decca, 2CDs, 473 810-2)